# Stora Limugnen
Stora Limugnen  var ett utvärdshus i Jönköping, som drevs 1858–1887. Den låg vid nuvarande Barnarpsgatan en bit söder om Jönköpings skjutsstation och omedelbart norr om lantvillan Mariedal, som senare blev disponentbostad för Munksjö bruk.
Sedan tidigt 1600-talet skedde kalkbränning i området Limugnen söder om Jönköping vid Munksjöns västra strand. De båda kalkugnarna Stora Limugnen och Lilla Limugnen låg där nära varandra. Kalksten, också kallad limsten, hade redan från 1600-talet fraktats till lastageplatser vid södra Munksjön med bondeägda fartyg (så kallade råbockar) från kalkstensbrott vid Harge by utanför Askersund för att användes till masugnarna som flussmedel i framställning av järn av malmen i masugnar i Tabergs bergslag.
På platsen uppfördes på 1800-talet 2 1/2-våningsbyggnaden Annettenburg, som 1810–1830 inrymde en spelkortsfabrik, vilken drevs av fastighetens ägare Johan Herman Casselle. Fastigheten inköptes sedermera av lagmannen L. Löwenadler, som 1858 öppnade utvärdshuset Stora Limugnen.
Stora Limugnen var den största av flera sommarserveringar med spriträttigheter utanför stadsbebyggelsen i Jönköping under 1800-talet. Albano låg vid södra ändan av slottets befästningsverk. De övriga låg på Öster: Aspholmen och Liljeholmen. Stora Limugnen gjorde sig bland annat berömt för att den 14 augusti 1879 introducera elektriskt ljus i Jönköping. En lokomotor-driven generator av Zénobe Grammes konstruktion drev en lampa, som monterats på musikpaviljongens tak. Denna spred ljus över dukade bord i trädgården mellan klockan 21 och klockan 23, arrangerat av den lokale uppfinnaren Hakon Brunius.
Stora Limugnen var i drift till 1887. Jönköpings stad övertog fastigheten omkring 1890, och 1892 flyttade Jönköpings läroverk för gossar, eller Pålle Carlssons skola, in i byggnaden. Senast 1913 revs byggnaden, medan undervisning i Pålle Carlssons skola bedrevs, efter hand i mindre och mindre skala, fram till början av 1940-talet, då dess roll att förbereda elever för Högre allmänna läroverket i Jönköping helt hade tagits över av den allmänna folkskolan.
Numera ligger Hälsohögskolan på fastigheten.